# 미셸 하자나비시우스
미셸 하자나비시우스(프랑스어: Michel Hazanavicius 미셸 아자나비시위스[*], 1967년 3월 29일 ~ )는 프랑스의 영화 감독, 영화 제작자, 영화 각본가, 영화 편집자이다. 2011년 영화 《아티스트》를 통해 아카데미 감독상, 세자르상 감독상, 영국 아카데미상 감독상을 수상했다.

## 작품 목록
- La Classe américaine (1993)
- OSS 117 : 카이로 - 스파이의 둥지 (2006)
- OSS 117: 리오 대작전 (2009)
- 아티스트 (2011)
- 플레이어스 (2012)
- 더 서치 (2014)
- 네 멋대로 해라 : 장 뤽 고다르 (2017)
- 카메라를 멈추면 안돼! 프랑스에서도 (2022)